# Asesinato de Santiago Gómez Palomino
El asesinato de Santiago Gómez Palomino fue un asesinato perpetrado por el Grupo Colina tras secuestrarlo al confundirlo con otro sujeto.

## Acontecimientos
El 9 de julio de 1992, Santiago Gómez Palomino de 27 años, dirigente israelita, se encontraba en Chorrillos en una casa donde había ido a vivir con una mujer con la que tenía una relación amorosa. Gómez, quien anteriormente llevaba el cabello largo por su religión y que trabajaba como jardinero, se había cortado el cabello. Aquel día, un grupo de agentes del Grupo Colina incursionaron en la casa preguntando por él aprovechando un apagón.
Previamente, Gómez había sido señalado por Julio Yataco Lavalle como una persona que estaba almacenando armamento en su domicilio a la vez que realizaba reuniones con elementos subversivos en aquel lugar. El informante, además, indicó que el apelativo del subversivo en cuestión era "Evangelista". Ante esto, Santiago Martín Rivas, líder del Grupo Colina, convocó a los de Colina a una reunión en la casa de Nelson Carvajal (lugar conocido como "La ferretería") donde se dispuso la vigilancia del objetivo.
Cuando los agentes de Colina ingresaron a la casa, Gómez les presentó su libreta electoral indicando "yo no soy, soy evangélico". Sin embargo, en la foto de la libreta electoral Gómez estaba con el cabello largo por lo que le respondieron "No, eres tú" y se lo llevaron a la camioneta mientras la dueña de la casa y su enamorada quedaron atadas. Gómez fue trasladado a la playa La Chira en un vehículo conducido por Yataco, lugar donde fue ejecutado. Previamente fue torturado e interrogado para obtener información.
Dos años después, la policía detuvo al dueño de la casa por el delito de terrorismo. Posteriormente, los miembros del Grupo Colina reconocieron que se equivocaron de objetivo. El cuerpo del infortunado estuvo desaparecido casi 20 años, siendo hallado finalmente en el 2012 enterrado en una fosa común en la playa La Chira siendo entregado a su familia, los costos del velorio y entierro los asumió el estado peruano por disposición de la Corte Interamericana de Derechos Humanos, siendo sepultado en el Cementerio Nueva Esperanza, en el Distrito de Villa María del Triunfo. Deja una hija nacida póstumamente Ana María.